# Clepsis steineriana
Clepsis steineriana é uma espécie de insetos lepidópteros, mais especificamente de traças, pertencente à família Tortricidae.
A autoridade científica da espécie é Hübner, tendo sido descrita no ano de 1799.
Trata-se de uma espécie presente no território português.